# 卡拉伊奇內 (丘胡伊夫區)
50°18′8″N 37°7′18″E / 50.30222°N 37.12167°E
卡拉伊奇內（烏克蘭語：Караїчне）是位於烏克蘭東部的村莊，由哈爾科夫州丘胡伊夫区的沃夫昌斯克市鎮負責管轄。該村處於沃夫恰河畔，始建於1690年，面積1.04平方公里，海拔高度120米，2001年人口313。